# Es liegt mir auf der Zunge
Es liegt mir auf der Zunge ist ein deutscher Fernsehfilm aus dem Jahr 2009. Die Erstausstrahlung war am 25. November 2009 in der ARD. Der Film erzählt die Lebensgeschichte des ersten deutschen Fernsehkochs Clemens Wilmenrod.

## Handlung
Anfang der 1950er Jahre lebt der Schauspieler Carl Clemens Hahn mit seiner Frau Erika in bescheidenen Verhältnissen. Das Geld reicht weder für das tägliche Essen noch für die Miete. Als seine Frau ihre Arbeit als Sekretärin und Hahn sein Theaterengagement verliert und sich obendrein noch die Hoffnung auf eine Filmrolle zerschlägt, hat er eine Idee für eine Fernsehsendung. Er überzeugt den Fernsehintendanten Bruns, eine Kochsendung für das noch junge Fernsehen zu produzieren. Bruns lässt sich auf diese Idee ein, und aus dem Schauspieler Hahn wird der erste deutsche Fernsehkoch Clemens Wilmenrod.
Obwohl Wilmenrod nie kochen gelernt hat, wird seine Kochsendung ein durchschlagender Erfolg und zur Kultsendung der 1950er Jahre. Wilmenrod ist plötzlich ein Star, und seine Frau Erika übernimmt die geschäftlichen Dinge. Neben den Einnahmen aus den Sendungen gelingt es ihr, Nebenverträge mit Firmen abzuschließen, deren Produkte als Schleichwerbung in der Sendung beworben werden. Sie kann einen Verleger davon überzeugen, ein Kochbuch mit Wilmenrods Rezepten herauszubringen. Gesellschaftlich und wirtschaftlich steigen die Wilmenrods auf.
Doch der Erfolg hat schnell auch Neider. So wird Wilmenrod als Hochstapler bezichtigt, und seine Rezepte geraten in den Verdacht des Plagiats. Als sich seine Frau wegen seiner ständigen Seitensprünge von ihm trennt, beginnt sein Stern zu sinken. Die Kritik an der immer offensichtlicher werdenden Schleichwerbung wird lauter. Als Der Spiegel dies in einer Titelstory kritisiert, steht seine Karriere vor dem Ende. Intendant Bruns kündigt ihm im elften Jahr seiner Kochsendung. Der Ruhm verblasst schnell. Nur seine Frau kehrt zu ihm zurück. Magenkrank nimmt er sich im Krankenhaus das Leben.

## Kritiken
„Leider gelingt es dem NDR-Film nicht vollends, die Wirkungsmacht des poetischen Einfaltspinsels herauszuarbeiten. Sicher, Jan Josef Liefers, einer der versiertesten Komödianten, den das deutsche Fernsehen zu bieten hat, spielt seinen Wilmenrod mit wunderbarer Doppelbödigkeit, irgendwo zwischen Miederwarenhausierer und Künstlergenie. Die tiefere Ursache für den Erfolg des Fast-Food-Dichters aber wird nicht geklärt.“

„Tragisch-komische Biografie [...], von Kaspar Heidelbach mit viel Liebe für Details und Atmosphäre der 50er-Jahre verfilmt. Jan Josef Liefers mit Kochschürze und Pomade im Haar hat sichtlich viel Spaß an der Rolle.“